# 모가웅

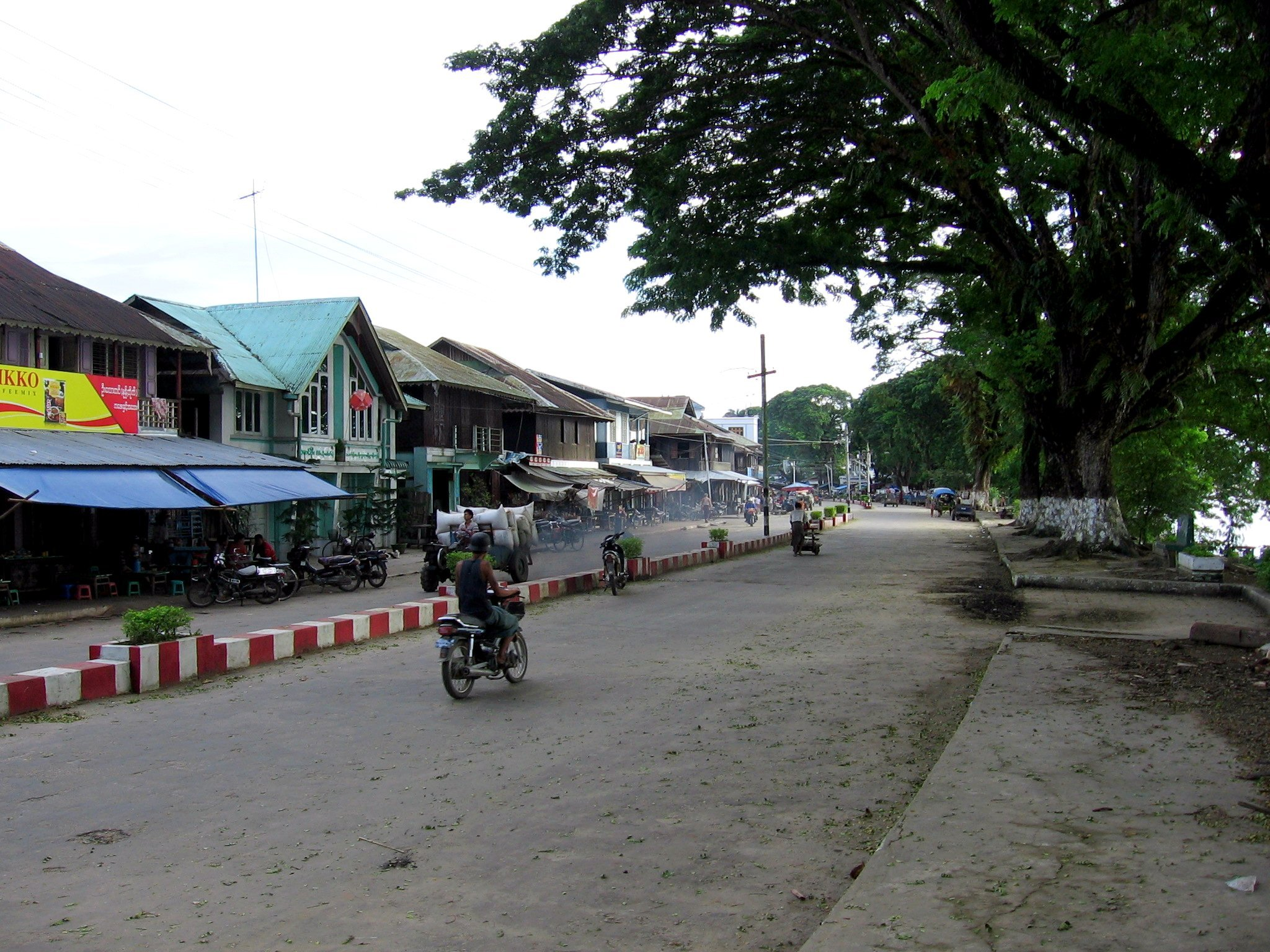

모가웅(버마어: မိုးကောင်း)은 미얀마 카친주의 도시이다. 만달레이와 미치나를 연결하는 철도가 지나간다.